# Navas
Navas – stacja metra w Barcelonie, na linii 1. Stacja została otwarta w 1953.